# Eupithecia hemiochra
Eupithecia hemiochra är en fjärilsart som beskrevs av Louis Beethoven Prout 1932. Eupithecia hemiochra ingår i släktet Eupithecia och familjen mätare. Inga underarter finns listade i Catalogue of Life.